# Ricardo Jurado Narváez
Ricardo Jurado Narváez (nacido el 17 de abril de 1972 en Sevilla) es un jinete español. Fue campeón de España en 1999, 2000, 2001, 2005 y 2008.

## Participaciones en Juegos Olímpicos
- Sídney 2000, decimocuarto en salto por equipos